# Portretul lui Tudor Vladimirescu (pictură de Theodor Aman)
 Acest articol dezvoltă secțiunea Opera a articolului principal Theodor Aman 
Portretul lui Tudor Vladimirescu, este o pictură care ilustrează personalitatea conducătorului Revoluției de la 1821, al pandurilor și domn al Țării Românești, realizată de Theodor Aman în perioada anilor 1874 - 1876 (?) la București.

## Surse de inspirație

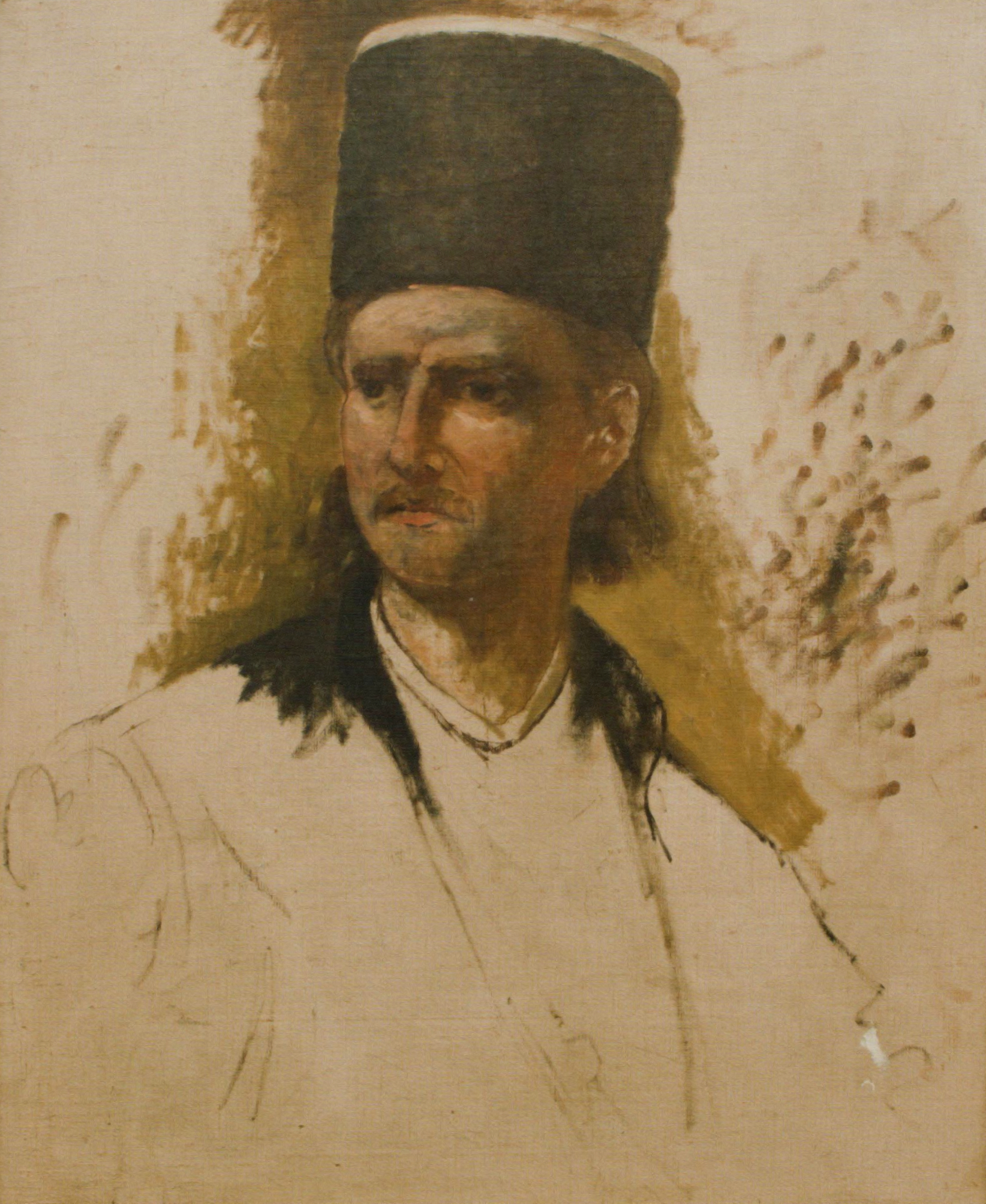
Schiță portret Tudor Vladimirescu (1874 (?)), ulei/pânză, 738 x 600 mm - de Theodor Aman

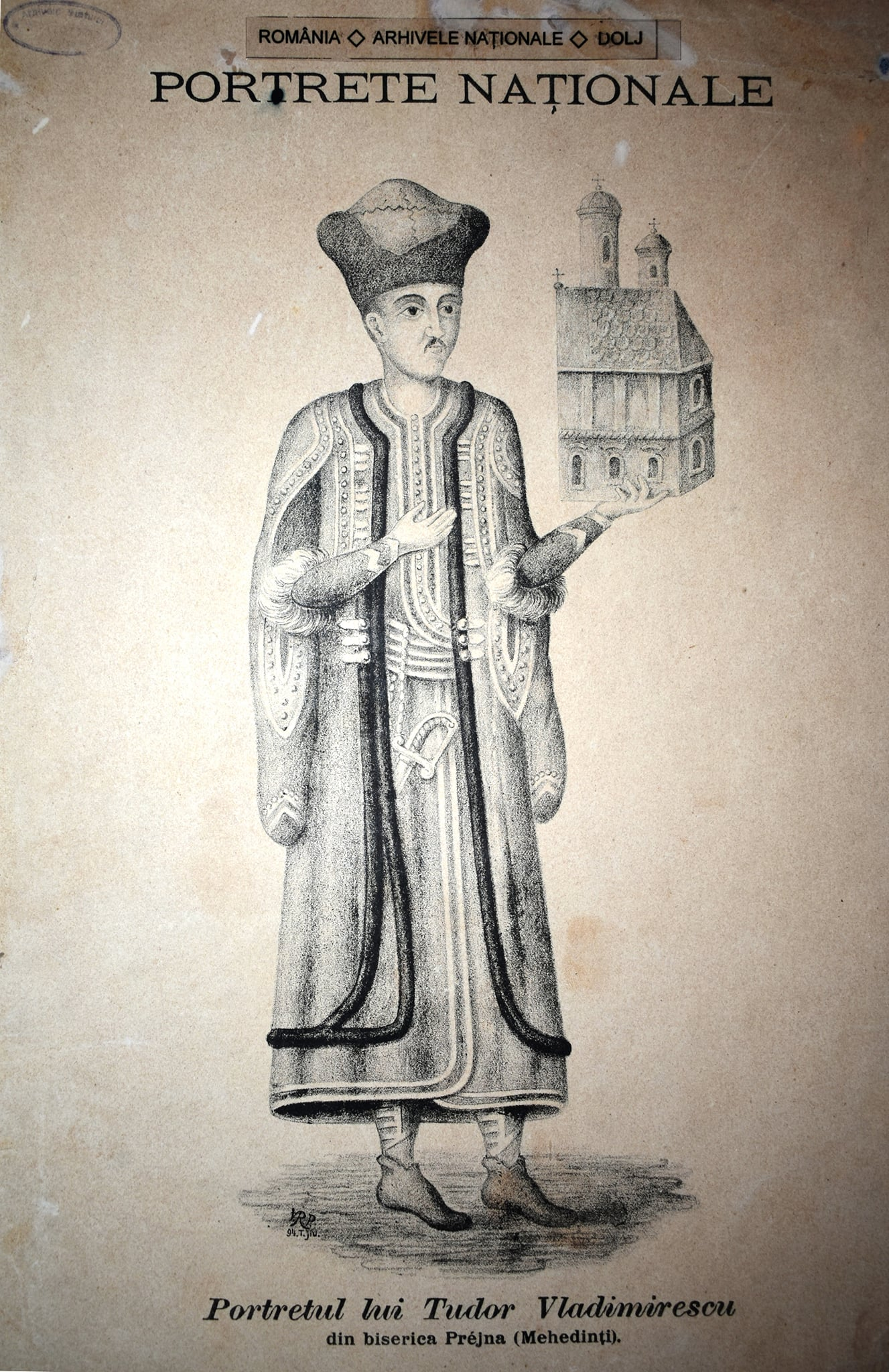
Tudor Vladimirescu de la Biserica de lemn din Prejna
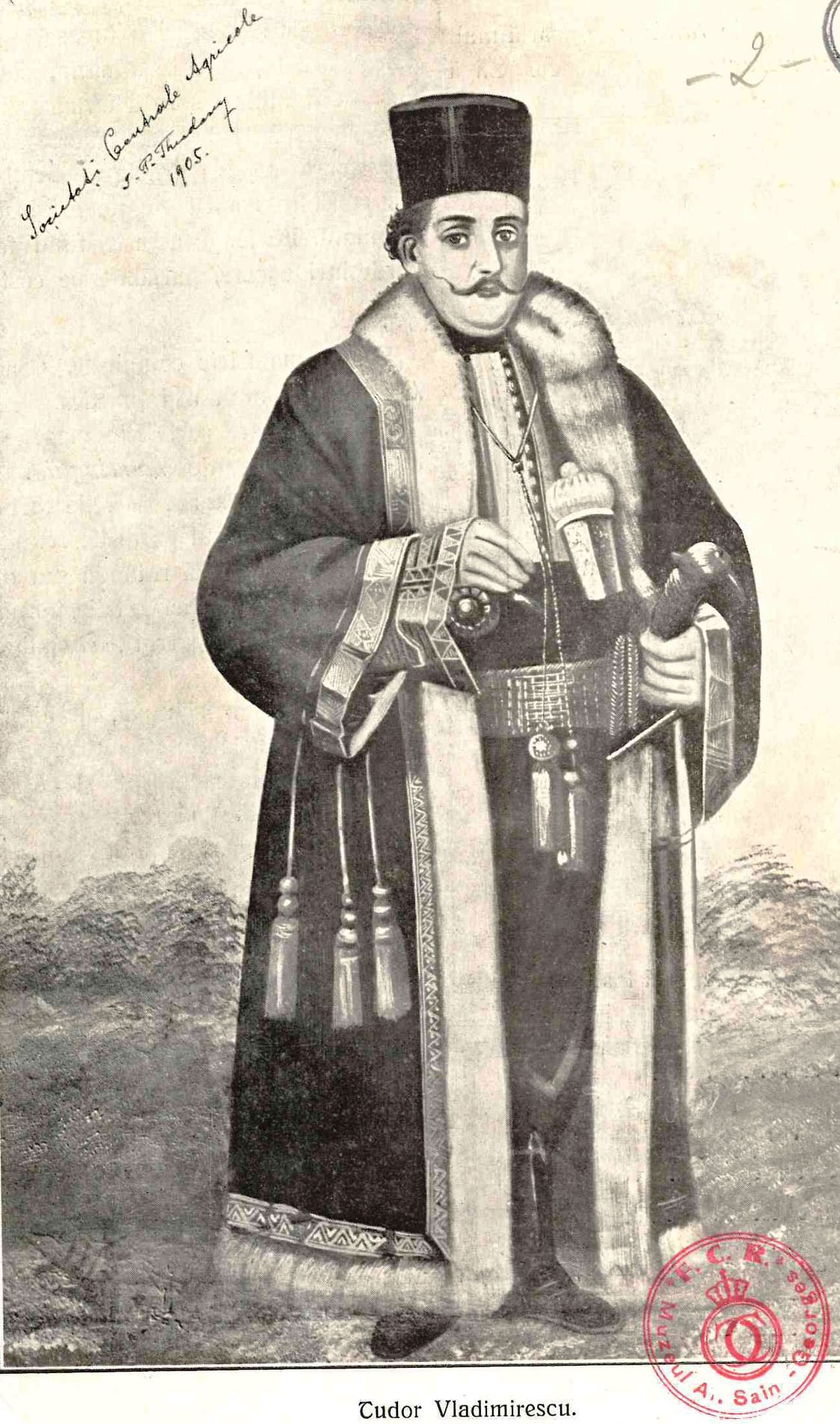
Portretul lui Tudor Vladimirescu în Ilustrațiunea română din 11 octombrie 1911
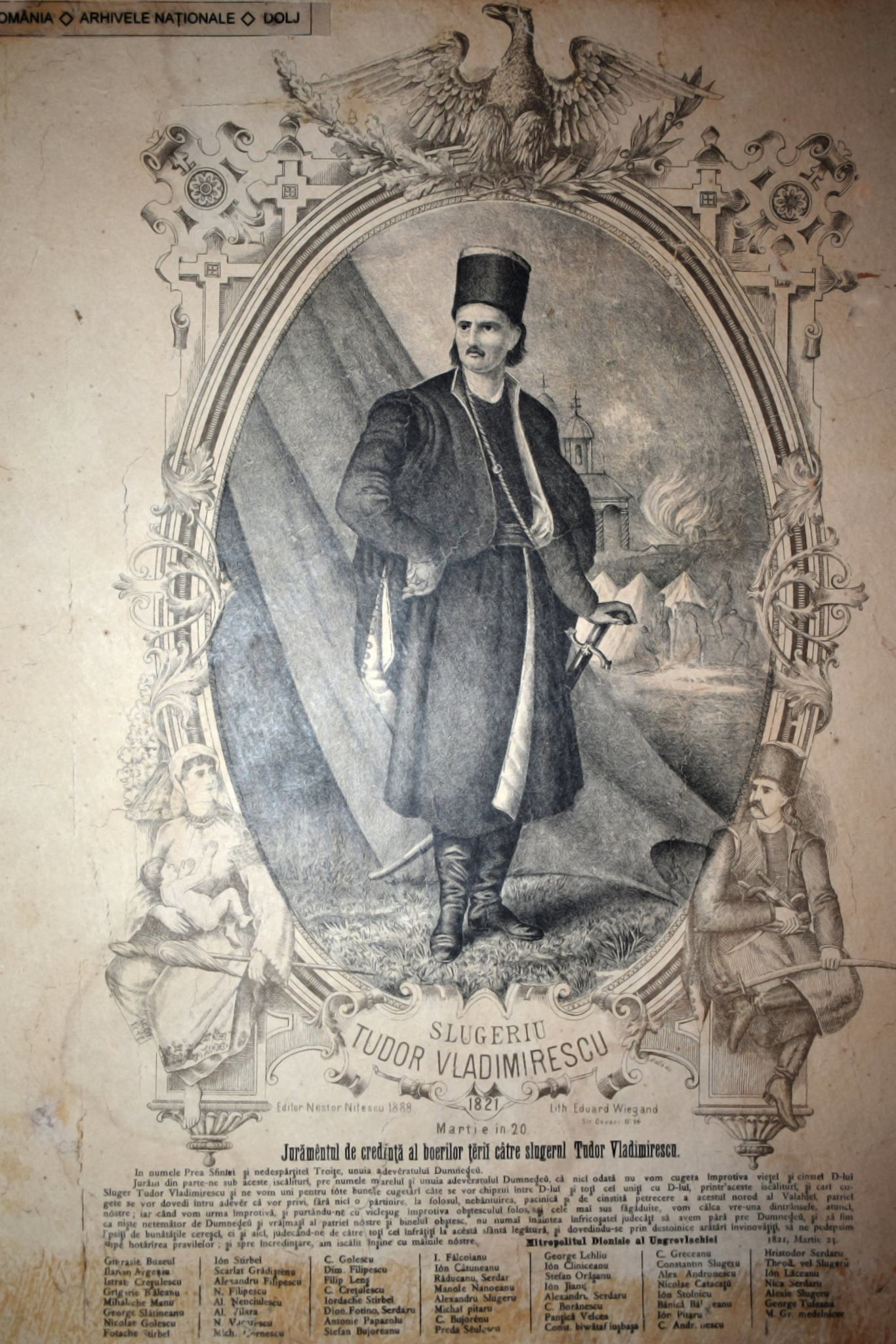
Tudor Vladimirescu în litografia lui Eduard Wiegand (1888), după Aman
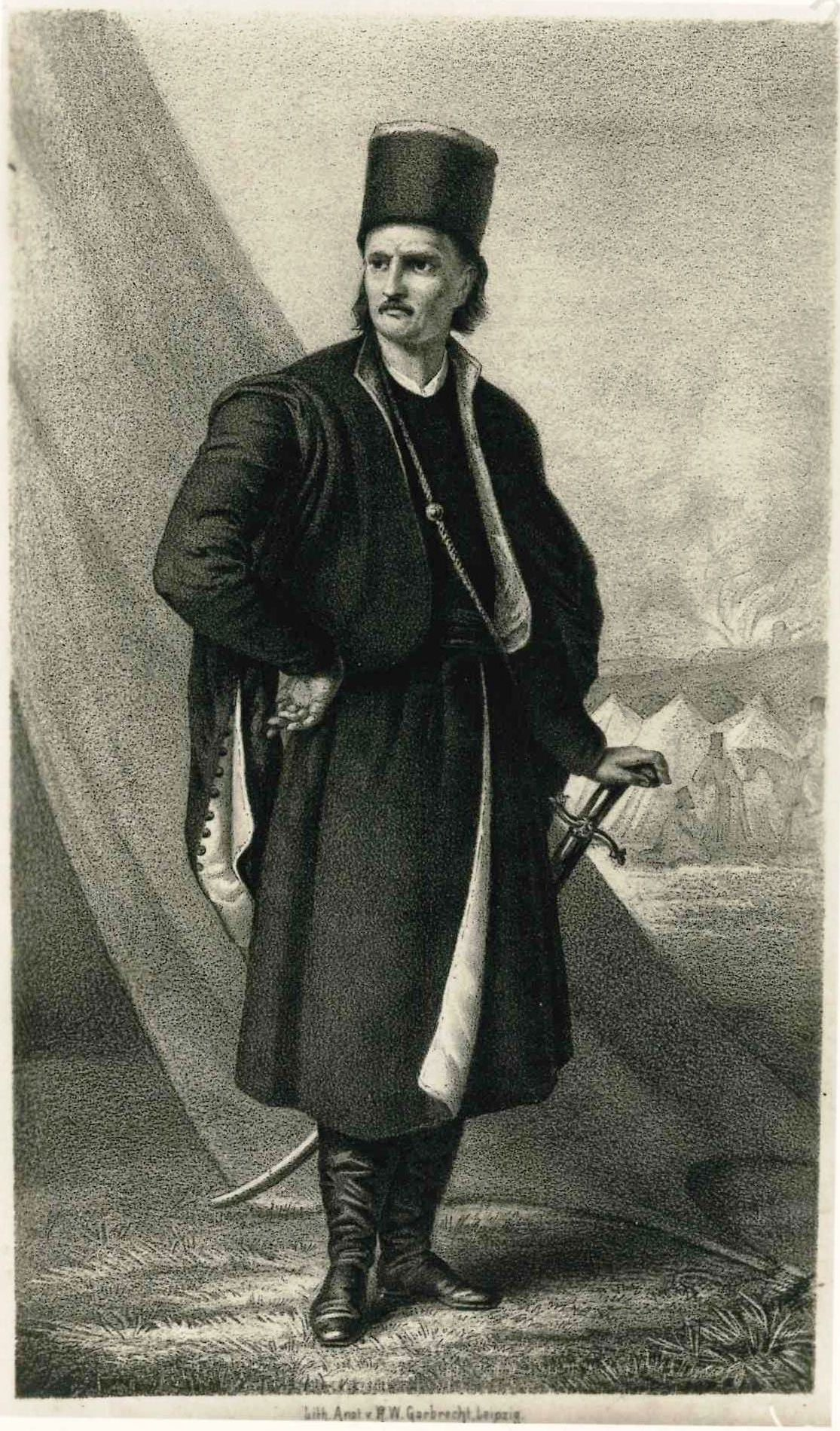
Litografie - de Theodor Aman
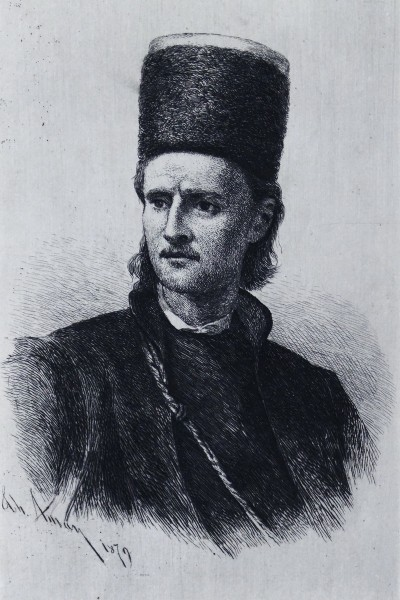
Portretul lui Tudor Vladimirescu, gravură - de Theodor Aman
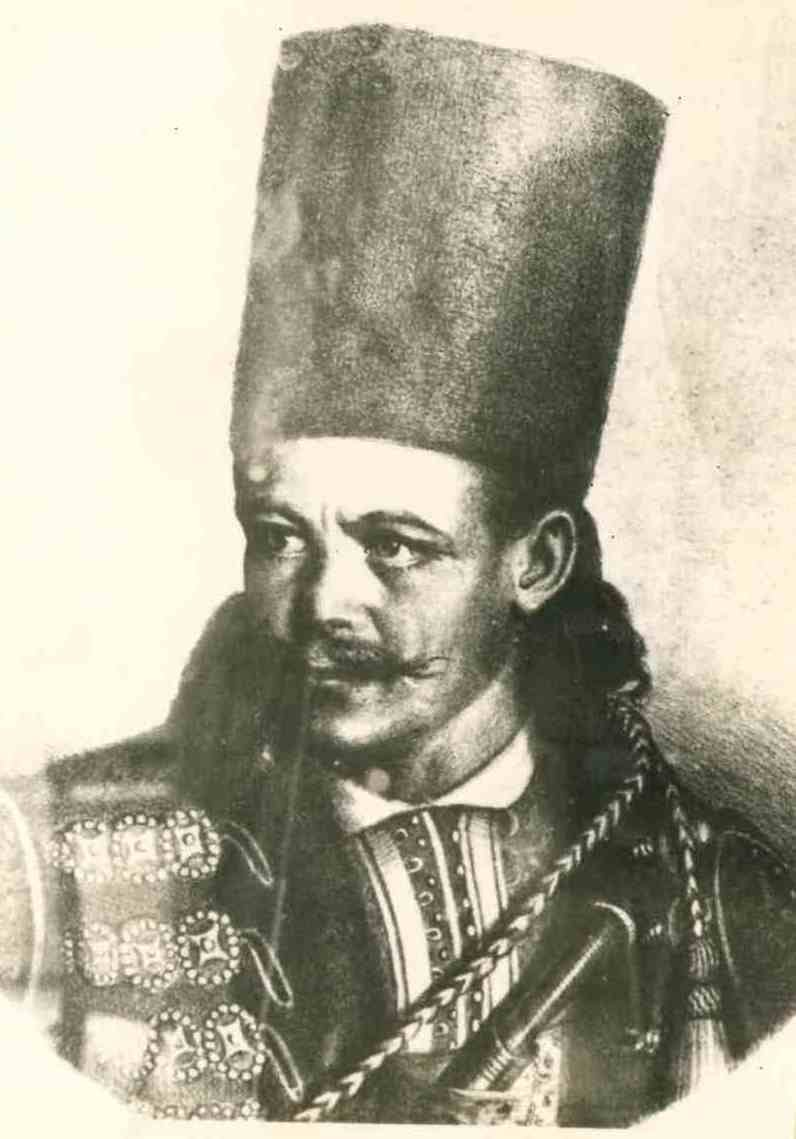
Litografie secolul al XIX-lea

## Descriere

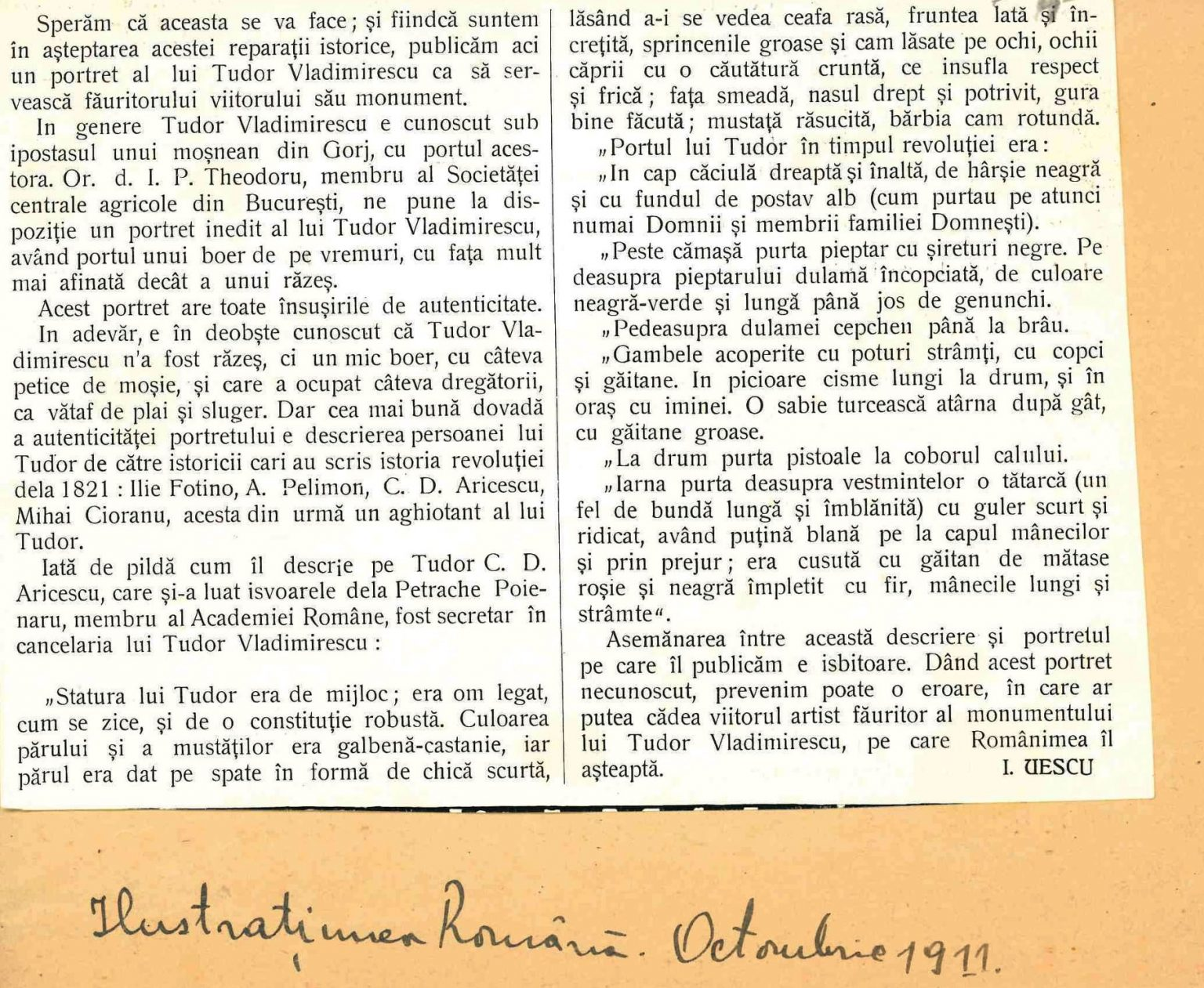
Descriere de Ion Uescu (1911)

Tudor Vladimirescu pe bancnotele din 1948, 1952 și 1966
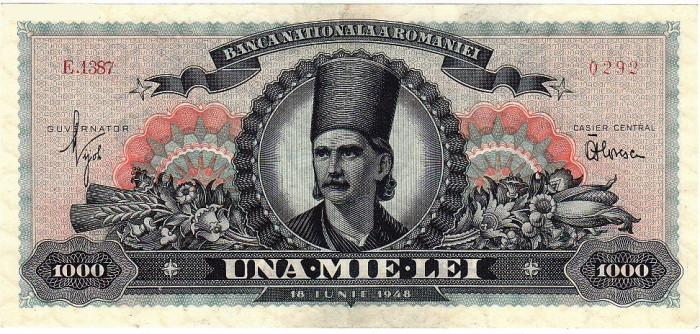
1948
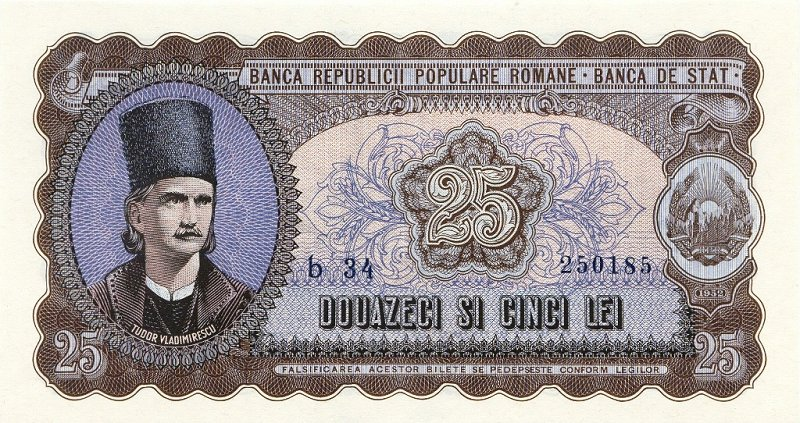
1952
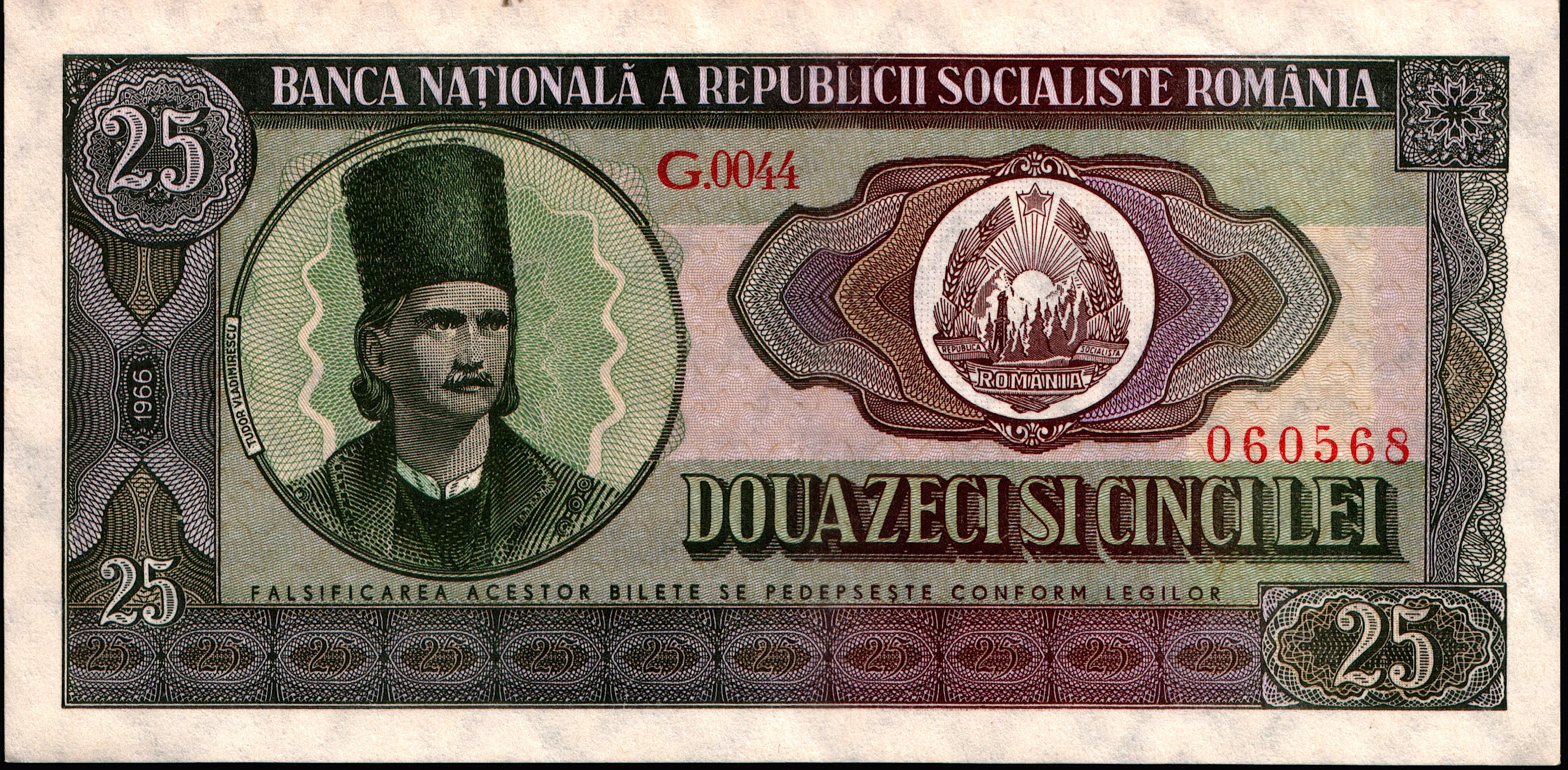
1966

### Filatelie

Filatelie cu gravura lui Aman - Tudor Vladimirescu (2021)
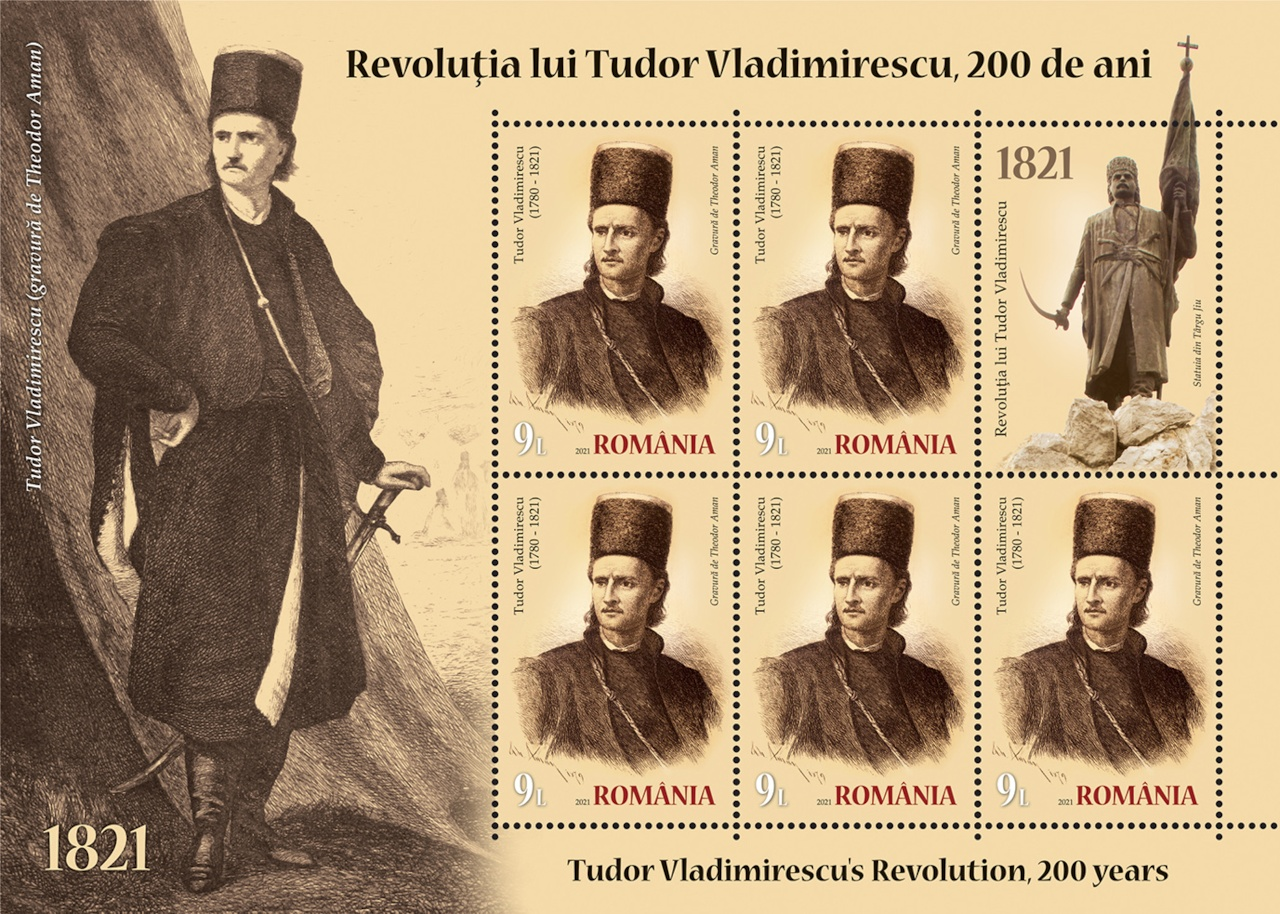
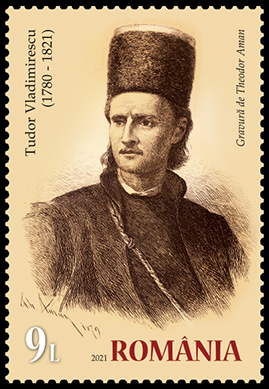
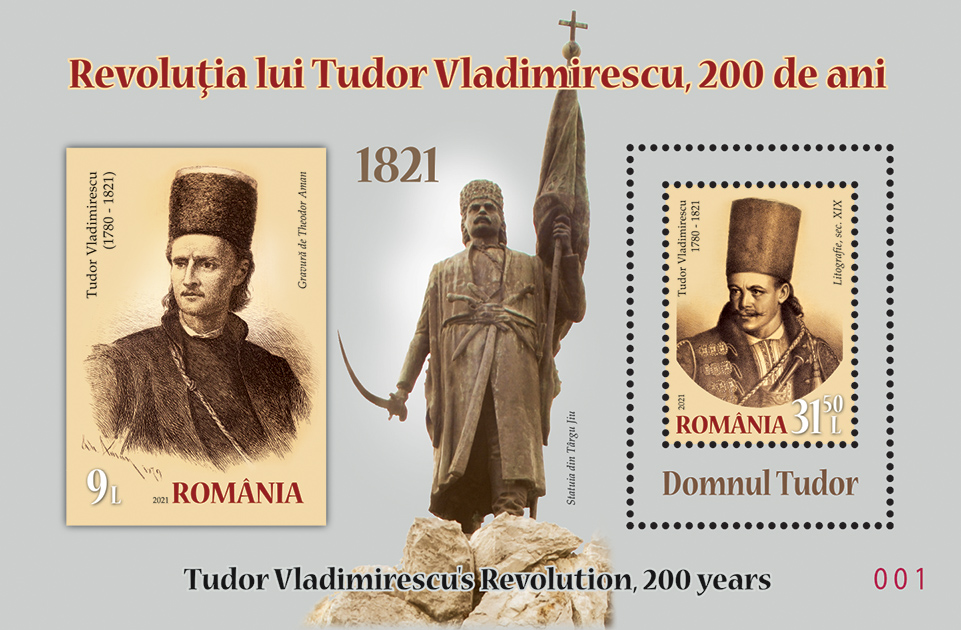